# Miracle (cântec de Paula Seling și Ovi)
"Miracle" este un cântec interpretat de cântăreții români Paula Seling și Ovi. Acesta a reprezentat România la Concursul Muzical Eurovision 2014, care a avut loc în Copenhaga, Danemarca. Această colaborare dintre Paula Seling și Ovi este cea de-a doua lor reprezentare a României la concurs; în 2010 cei doi reușind să ocupe locul 3 cu piesa "Playing with Fire".
Cântecul face parte din albumul A Bit of Pop Won't Hurt Anyone, care a fost lansat de Ovi pe 5 mai 2014.

## Lista pieselor
Miracle – Single
1. "Miracle" (Single version) – 3:03